# فالنچیتس-وولا
فالنچیتس-وولا (به لهستانی:  Falęcice-Wola) یک روستا در لهستان است که در گمینا پرومنا واقع شده‌است.